# Cyndi Lauper Live... At Last
Live... At Last é o terceiro álbum vídeo da cantora e ícone pop Cyndi Lauper, gravado ao vivo em 2004 durante o At Last Tour. O Dvd fez um enorme sucesso no mundo todo e nos Estados Unidos vendeu mais de 500 mil cópias, faturando disco de ouro no país.

## Faixas
1. "Program Start"
2. "At Last"
3. "Stay"
4. "I Drove All Night"
5. "If You Go Away"
6. "All Through the Night"
7. "Walk on By"
8. "Don't Let Me Be Misunderstood"
9. "She Bop"
10. "Sisters of Avalon"
11. "Change of Heart"
12. "True Colors"
13. "Shine"
14. "It's Hard to Be Me"
15. "Money Changes Everything"
16. "Unchained Melody"
17. "Time After Time"
18. "Girls Just Want to Have Fun"
19. "Credits"

## Extras do DVD
- "Stay" (videoclipe ao vivo)
- Behind the Scenes
- Ângulos Alternativos
- Discografia